# ДБ-4
ДБ-4 (также известный как ЦКБ-56) — скоростной дальний бомбардировщик, разрабатывавшийся в СССР в 1939—1940 годах. В отличие от Ил-4, был выполнен по схеме высокоплан с разнесённым оперением по типу Пе-2. В серию запущен не был, так как двигатели не были доведены до должного уровня, а начавшаяся война потребовала наращения производства бомбардировщиков Ил-4 и штурмовиков Ил-2.

## История разработки
В конце 1930-х ВВС РККА стали нуждаться в современных дальних бомбардировщиках: СБ и ДБ-3 не удовлетворяли современным условиям. Техническое задание на бомбардировщик, имеющий боевой радиус и бомбовую нагрузку ДБ-3, но превосходящий его по скорости, ОКБ-23 получило в марте 1938 года. Параллельно коллективы конструкторов Микулина и Климова получили техзадания на двигатели для ДБ-4 и аналогичных проектов Туполева, Мясищева и Ермолаева . Данные двигатели получили наименование АМ-37 и М-120 соответственно.
Так как при разработке М-120 коллектив Климова столкнулся с трудностями, то все испытания ДБ-4 проходил с АМ-37. Двигатели были расположены в мотогондолах минимального сечения, что достигалось вынесением радиаторов в заднюю часть удлинённой мотогондолы. Вертикальный стабилизатор был выполнен двухкилевым, что, как считалось, упрощало оборону задней полусферы. Однако уже продувка в аэродинамической трубе показала неэффективность концевых шайб на малых скоростях, поэтому Ильюшин настоял на проектировании варианта ЦКБ-56 с обычным стабилизатором.
В экипаж ДБ-4 входили 4 человека: лётчик, штурман, радист и стрелок. Появление в экипаже последнего было продиктовано опытом Советско-финляндской войны (1939—1940).
Первый полёт самолёта ДБ-4 состоялся 15 октября 1940 года под управлением лётчика-испытателя В. К. Коккинаки. Испытания выявили ряд недостатков: малую путевую устойчивость нового самолёта, особенно на малых скоростях, недостаточную жёсткость фюзеляжа из-за наличия в нём большого выреза под бомбоотсек. Оба недостатка были устранены увеличением площади вертикального оперения и установкой на наружной обшивке фюзеляжа четырёх лонжеронов. Аналогичные изменения были внесены в конструкцию второго опытного самолёта ДБ-4, постройка которого была завершена в конце ноября 1940 года. Однако уже после первых полётов второго опытного самолёта лётные испытания ДБ-4 прекратили, так и не выявив полностью его лётно-технических данных.
В условиях надвигающейся войны для КБ Ильюшина проблема доведения Ил-4 и Ил-2 до серийного производства встала остро, в результате недостатка ресурсов на все проекты ОКБ-23 от ДБ-4 отказалось. Кроме того, свою роль сыграло и успешное прохождение испытаний ДБ-240, который вскоре был поставлен в производство под наименованием Ер-2. Оба опытных экземпляра были уничтожены перед эвакуацией промышленности на восток СССР.

## Вооружение
Оборонительное вооружение ДБ-4 включало в себя верхнюю турель, а также две полуподвижные пулемётные точки в передней и нижней части фюзеляжа. Верхняя турель изначально была оснащена спаркой ШКАС, которая впоследствии была заменена на одну 20 мм пушку ШВАК. Полуподвижные огневые точки были оснащены каждая одним пулемётом ШКАС. Боезапас каждой огневой точки составлял 500 патронов/снарядов. Прицеливание осуществлялось при помощи ПМП-4 или ОПТ-1.
Бомбовая нагрузка могла достигать десяти ФАБ-100 внутри бомбоотсека, и ещё три ФАБ-250 или одну ФАБ-1000 — на наружной подвеске. Прицеливание при бомбометании осуществлялось с помощью прицела ОПБ-2.

## Характеристики
Источник данных: ,

Технические характеристики
- Экипаж: 4 человек
- Длина: 17,85 м.
- Высота: 4,2 м.
- Площадь крыла: 83
- Нормальная взлётная масса: 10806 кг
- Максимальная взлётная масса: 13006
- Силовая установка: 2 ×
- Мощность двигателей: 2 × 1400

Лётные характеристики
- Максимальная скорость:  
  - у земли: 415
  - на высоте 4000 м: 560
- Боевой радиус: 4000 с бомбовой нагрузкой 1000 кг
- Перегоночная дальность: 5000 км
- Практический потолок: 11 500 м
- Время набора высоты: 11.2 минуты

Вооружение
- Стрелково-пушечное: одна ШВАК
- Точки подвески: бомбовый отсек, внешние точки подвески
- Боевая нагрузка: до 3000 кг
- Бомбы: 1000-3000 кг